# Hannah Montana (album)
Albums de Hannah Montana (Miley Cyrus)
Hannah Montana 2
(2007)
Ce disque est le premier album de la musique originale de la série de Disney Channel, Hannah Montana.
Le premier album d'Hannah Montana est intitulé The Best Of Both Worlds  mais est composé de seulement 8 chansons solo de Hannah.
| No  | Titre                                                            | Auteur                                         | Durée |
| --- | ---------------------------------------------------------------- | ---------------------------------------------- | ----- |
| 1.  | The Best of Both Worlds (Hannah Montana)                         | Matthew Gerrard, Robbie Nevil                  | 2:56  |
| 2.  | Who Said (Hannah Montana)                                        | Matthew Gerrard, Robbie Nevil, J. Landers      | 3:15  |
| 3.  | Just Like You (Hannah Montana)                                   | Adam Watts, Andy Dodd                          | 3:14  |
| 4.  | Pumpin' Up the Party (Hannah Montana)                            | Jamie Houston                                  | 3:10  |
| 5.  | If We Were a Movie (Hannah Montana)                              | Jennie Lurie, Holly Mathis                     | 3:04  |
| 6.  | I Got Nerve (Hannah Montana)                                     | Jennie Lurie, Ken Hauptman, Aruna Abrams       | 3:06  |
| 7.  | The Other Side of Me (Hannah Montana)                            | Matthew Gerrard, Robbie Nevil                  | 3:08  |
| 8.  | This Is the Life (Hannah Montana)                                | Jennie Lurie, Shari Short                      | 2:59  |
| 9.  | Pop Princess (The Click Five)                                    | B. Romans                                      | 4:24  |
| 10. | She's No You (Jesse McCartney)                                   | Matthew Gerrard, Jesse McCartney, Robbie Nevil | 3:33  |
| 11. | Find Yourself in You (Everlife)                                  | Matthew Gerrard, A. Hezlep, J. Ross, S. Ross   | 3:35  |
| 12. | Shining Star (B5)                                                |                                                | 2:43  |
| 13. | I Learned from You (Miley Cyrus & Billy Ray Cyrus)               | S. Diamond, Matthew Gerrard                    | 3:26  |
| 14. | Rockin' Around the Christmas Tree (Bonus Track) (Hannah Montana) | Johnny Marks                                   | 2:22  |
| 15. | Nobody's Perfect (Bonus Track) (Hannah Montana)                  | Matthew Gerrard, Robbie Nevil                  | 3:20  |

## Certifications
| Certification                               | Meilleur Position | Ventes     | Certifications    |
| ------------------------------------------- | ----------------- | ---------- | ----------------- |
| U.S. Billboard 200                          | 1                 | 3.500.000+ | 3× Multi- Platine |
| Venezuela Album Chart                       | 7                 | 10,000+    | Or                |
| Spanish/Portuguese Promusicae Top100 Albums | 14                | 25,000     |                   |
| México Top 10                               | 1                 | 50,000+    | Or                |
| UK Compilation Chart                        | 7                 | 100,000+   | Or                |
| Australian ARIA Albums Chart                | 35                | 1          | Or                |
| Canadian Album Chart                        | 21                | 50,000+    | Or                |
| Brazilian Top 20 Albums Chart               | 2                 | 50,000+    | Or                |
| United World Chart                          | 4                 | 4.500.000+ |                   |

| 2006 | This Is the Life        | 89 | 68 | —  |
| 2006 | The Other Side of Me    | 84 | 64 | —  |
| 2006 | I've Got Nerve          | 67 | 51 | —  |
| 2006 | If We Were a Movie      | 47 | 38 | —  |
| 2006 | Pumpin' Up the Party    | 81 | 62 | —  |
| 2006 | Just like You           | 99 | 79 | —  |
| 2006 | Who Said                | 83 | 63 |    |
| 2006 | The Best of Both Worlds | 92 | 71 | 43 |